# Тала Бірелл
Тала Бірелл (10 вересня 1907 року — 17 лютого 1958 року) — румунська кіноактриса.

## Кар'єра
У Тали Бірелле був досвід роботи на сцені і на екрані в Відні.
The Oakland Tribune повідомляв, що Бірелл дебютувала в хіті в берлінського виробницттва мадам Помпадур . Вона приїхала до Англії, щоб з'явитися в німецькій версії Cape Forlorn, а потім відправилася в Америку, щоб грати в німецькій версії The Boudoir Diplomat. Зірка сцени в Європі, вона стала популярною в американських фільмах, включаючи невелику роль в Bringing Up Baby (1938).
У 1940 році вона з'явилася на сцені в фільмі My Dear Children в театрі Беласко в Нью-Йорку. Вона також з'явилася на Бродвеї в Order Please(1934). Один з її останніх виходів на телебачення був популярний серіалі Orient Express в антології 1953 року в епізоді під назвою The Red Sash.
Вона похована в баварському селі Марквартштайн в сімейній гробниці.

## Фільмографія
- Flash Gordon (TV series) …. Queen of Cygini (1 episode, 1955)
- Homicide for Three (1948) …. Rita Brown
- Women in the Night (1948) …. Yvette Aubert
- Song of Love (1947) …. Princess Valerie Hohenfels
- Philo Vance's Secret Mission (1947) …. Mrs. Elizabeth Phillips
- Philo Vance's Gamble (1947) …. Tina Cromwell
- Dangerous Millions (1946) …. Sonia Bardos
- Girls of the Big House (1945) …. Alma, confined murderess
- The Frozen Ghost (1945) …. Valerie Monet
- The Power of the Whistler (1945) …. Constantina Ivaneska
- Jungle Queen (1945) …. Dr. Elise Bork
- Mrs. Parkington (1944) …. Lady Nora Ebbsworth
- Till We Meet Again (1944 film)|Till We Meet Again]] (1944) (uncredited) …. Mme. Bouchard
- Make Your Own Bed (1944) …. Miss Marie Gruber
- The Monster Maker (1944) …. Maxine
- The Purple Heart (1944) …. Johanna Hartwig
- Пісня Бернадетти (1943) (uncredited) …. Madame Leontine Bruat
- Women in Bondage (1943) …. Ruth Bracken
- Isle of Forgotten Sins (1943) …. Christine
- China (1943) …. Blonde
- One Dangerous Night (1943) …. Sonia Budenny
- Seven Miles from Alcatraz (1942) …. Baroness
- Josette (1938) …. Mlle. Josette
- Invisible Enemy (1938) …. Sandra Kamarov
- Виховання крихітки (1938) …. Mrs. Lehman
- As Good as Married (1937) …. Princess Cherry Bouladoff
- She's Dangerous (1937) …. Stephanie Duval
- White Legion (1936) …. Dr. Sterne
- The Lone Wolf Returns (1935) …. Liane Mallison
- Crime and Punishment (1935) …. Antonya Raskolnikov
- Spring Tonic (1935) …. Lola
- Air Hawk (1935) …. Renee Dupont
- Let's Live Tonight (1935) …. Countess Margot de Legere
- The Captain Hates the Sea (1934) …. Gerta Klargi
- Let's Fall in Love (1933) …. Hedwig Forsell
- Nagana (1933) …. Countess Sandra Lubeska
- Doomed Battalion (1932) …. Maria Di Mai
- My Cousin from Warsaw (1931) …. Lucienne
- Liebe auf Befehl (1931) …. Marie-Anne
- Menschen im Käfig (1930) …. Eileen Kell
- Die Tat des Andreas Harmer (1930) …. Othmars Valentin's Gattin
- Man spielt nicht mit der Liebe (1926) (as Thala Birell) …. Bit Role

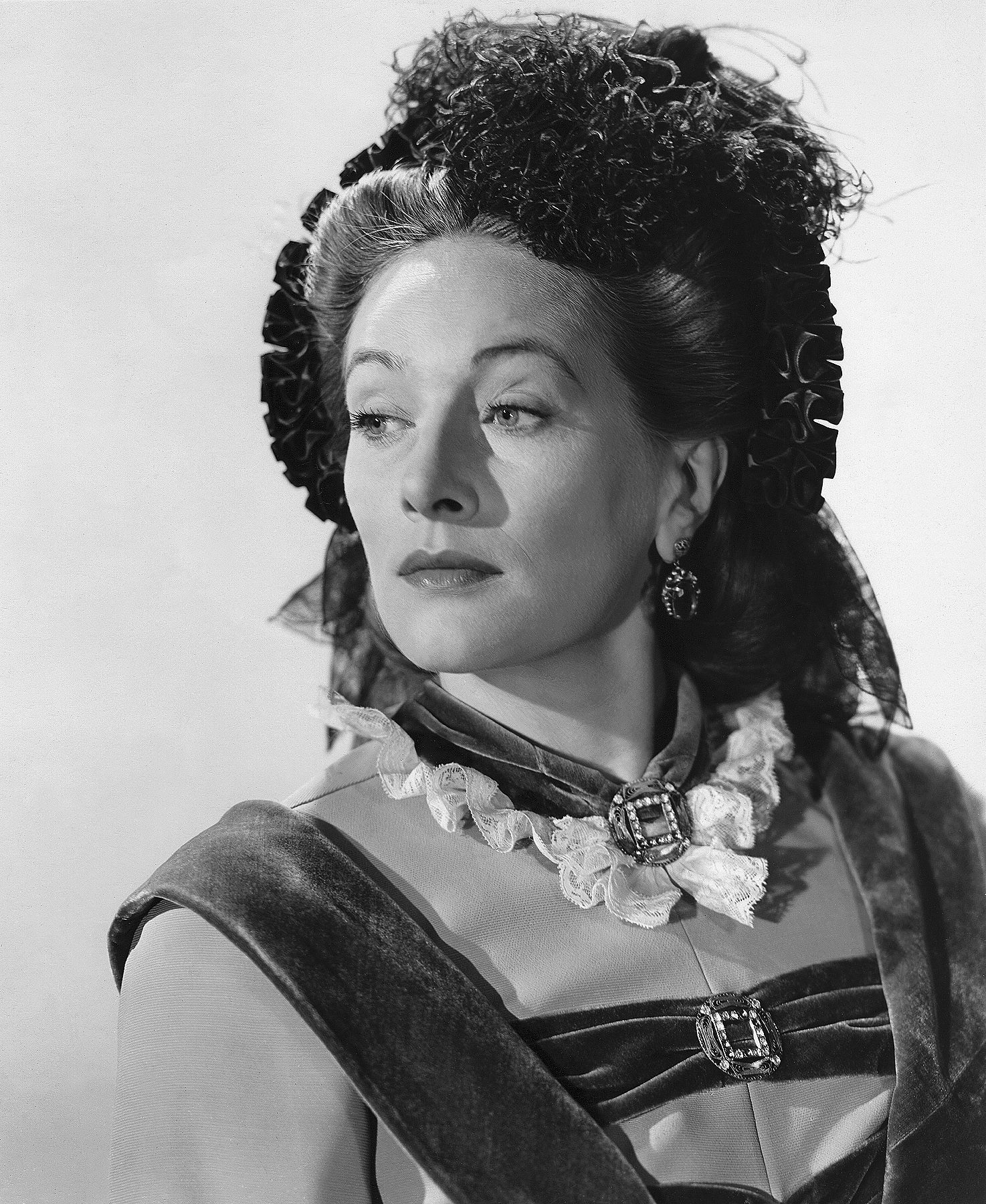
Тала Бірелл в Пісні Бернадетти" (1943)